# Hasle
Hasle (toponimo tedesco) è un comune svizzero di 1 730 abitanti del Canton Lucerna, nel distretto di Entlebuch.

## Monumenti e luoghi d'interesse
- Chiesa parrocchiale cattolica dei Santi Stefano e Lorenzo, eretta nel XIII secolo e ricostruita nel 1763 da Hans Jost Bienz[3];
- Santuario di Heiligkreuz, fondato nel 1344 e ricostruito nel 1588 e nel 1753-1754[4].

## Società

### Evoluzione demografica
L'evoluzione demografica è riportata nella seguente tabella:
Abitanti censiti

## Geografia antropica

### Frazioni
Le frazioni di Hasle sono:
- Änetegg
- Habschwanden
- Heiligkreuz[4]

## Infrastrutture e trasporti

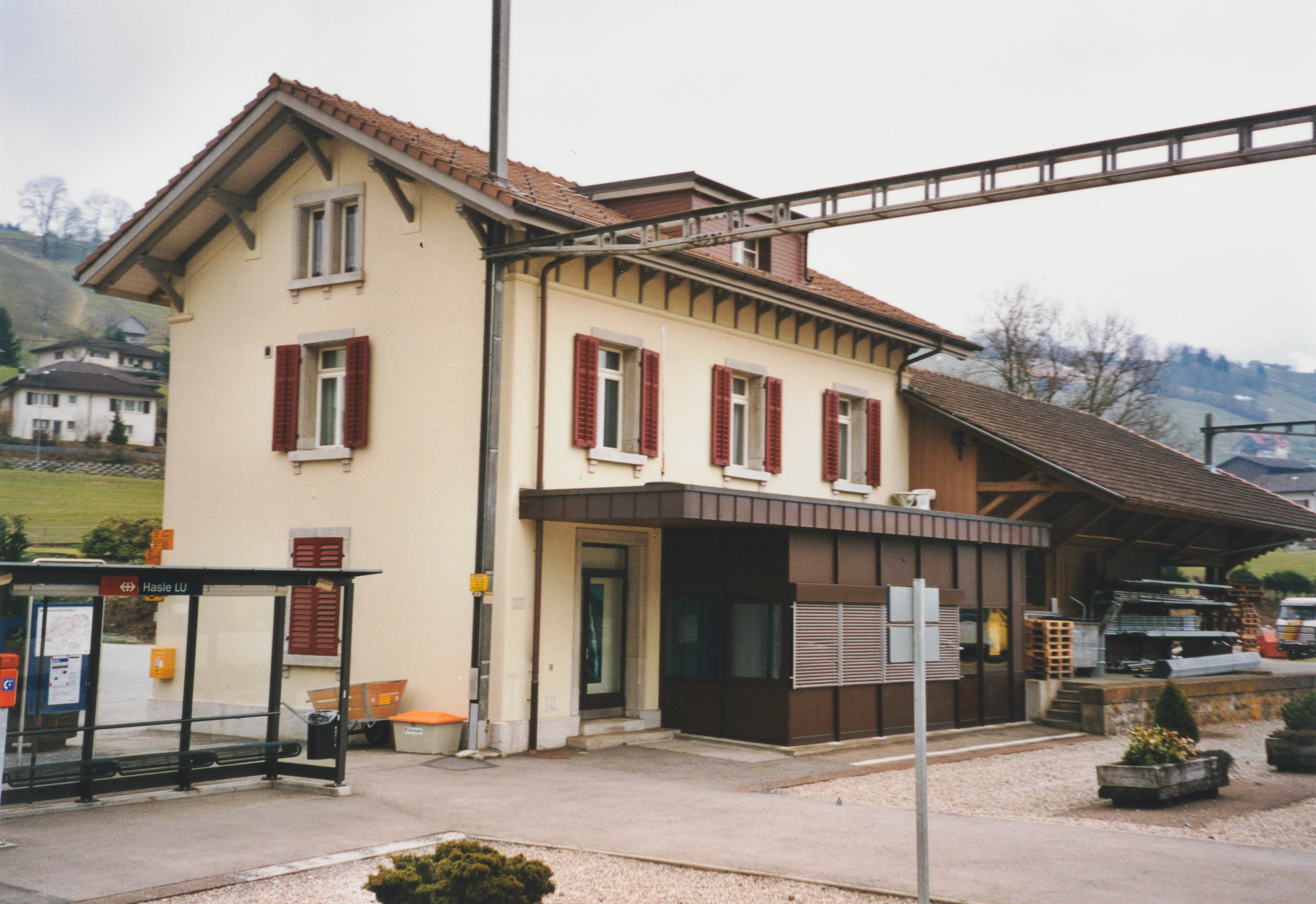
La stazione di Hasle

Hasle è servito dalla stazione ferroviaria omonima delle Ferrovie Federali Svizzere, sulla linea Berna-Lucerna.

## Sport
Heiligkreuz è una stazione sciistica sviluppatasi a partire dal 1938 con la costruzione della prima sciovia della Svizzera centrale.